# کازویا شیرائیشی
کازویا شیرائیشی (انگلیسی: Kazuya Shiraishi؛ زادهٔ ۱۷ دسامبر ۱۹۷۴) فیلمساز ژاپنی است. وی از سال ۲۰۰۹ میلادی تاکنون مشغول فعالیت بوده‌است. از فیلم‌هایی که او کارگردانی کرده است، می‌توان گذرگاه شیطان (۲۰۱۳، همچنین نویسنده)، پرندگان بی‌نام (۲۰۱۷) و خون گرگ‌ها (۲۰۱۸) را نام برد.